# Square du Souverain
Le square du Souverain (en néerlandais : Vorstsquare) est une place bruxelloise de la commune d'Auderghem longeant le boulevard du Souverain à hauteur de l'avenue Jules Genicot.

## Historique et description
À l’occasion du centenaire de la Belgique (1830-1930),on décida d’aménager une place où serait inauguré un buste de Léopold II sculpté par Thomas Vinçotte. Auderghem montre ainsi sa reconnaissance au souverain pour l’aménagement du boulevard du Souverain, qui s'est réalisa grâce à son appui.
Les noms de deux auderghemois ont été gravés en avant du monument avec la mention : Auderghem à ses citoyens P.J. Neuenhaus (†29.5.1905) E.C. Decooman (†9.10.1905). Morts au Congo pour la civilisation.
Aucune bâtisse n'est domiciliée square du Souverain; elles le sont toutes avenue Jules Genicot.

### Vandalisme militant
Le 11 juin 2020, dans la foulée des manifestations contre le racisme et les violences policières qui font suite à la mort de George Floyd, tué par la police le 25 mai 2020 à Minneapolis aux États-Unis, le buste du roi Léopold II est jeté à terre à coups de masse, puis aspergé de peinture rouge, en références aux exactions commises au Congo durant l'époque coloniale,.